# Microregione di Lençois Maranhenses
Lençois Maranhenses è una microregione dello Stato del Maranhão in Brasile, appartenente alla mesoregione di Norte Maranhense, il cui nome trae origine dal particolare fenomeno dei lençois.

## Comuni
Comprende 6 comuni:
- Barreirinhas
- Humberto de Campos
- Paulino Neves
- Primeira Cruz
- Santo Amaro do Maranhão
- Tutóia